# Christian Jank
Christian Jank (15 iulie 1833 – 25 noiembrie 1888) a fost un pictor de decoruri teatrale și scenograf german.
Jank s-a născut în München, capitala Bavariei. Aici a lucrat inițial ca pictor de decoruri teatrale. Printre altele, el a fost implicat în realizarea decorurilor pentru opera Lohengrin a lui Richard Wagner.
Activitatea sa a stârnit interesul regelui Ludovic al II-lea, care l-a desemnat să creeze conceptele artistice pentru proiectele sale arhitecturale inspirate de muzica lui Wagner. Ideile fanteziste ale lui Jank au stat la baza proiectului arhitectural al castelului Neuschwanstein, care a fost construit începând din 1869 de către Eduard Riedel și mai târziu de Georg von Dollmann. Jank a fost implicat, de asemenea, în decorarea interiorului castelului Linderhof. Ideile sale pentru Castelul Falkenstein nu au putut fi puse în practică, deoarece proiectul a fost abandonat după moartea regelui în 1886.
Jank însuși a murit în München pe 25 noiembrie 1888.

## Galerie de imagini

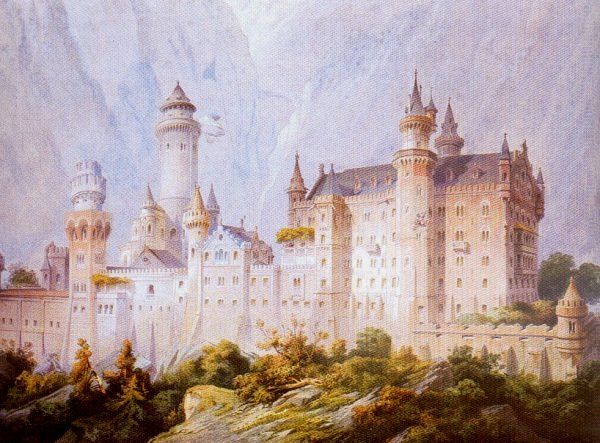
Conceptul artistic al Castelului Neuschwanstein (c. 1883)
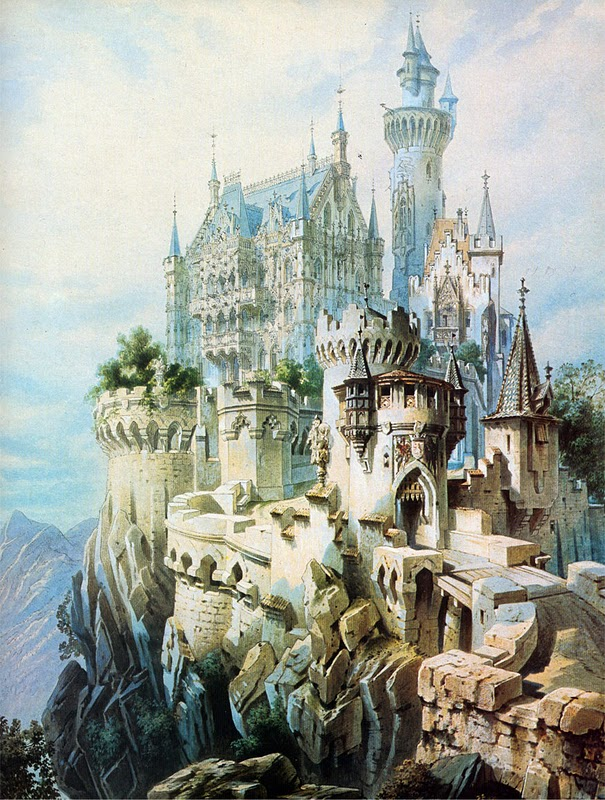
Conceptul artistic al Castelului Falkenstein (c. 1883)